# Veliki komet iz leta 1901
Véliki komet iz leta 1901 (tudi Komet Viscara)  (uradna oznaka je C/1901 G1) je neperiodični komet, ki ga je prvi opazoval Viscara 12. aprila 1901 v Urugvaju. 23. aprila pa sta ga opazila tudi A. Hill v Južni Afriki in Tattersall v Avstraliji .

## Značilnosti
Njegova tirnica je bila parabolična . Soncu se je najbolj približal 24. april 1901 na razdaljo okoli 0,2 a.e.. S prostim očesom se je videl od 12. aprila do 23. maja. Videl se je samo na južni polobli .